# Roque Barreto
Roque Barreto foi um sertanista brasileiro, irmão de Nicolau Barreto e de Francisco Barreto. Capitão-mor governador da Capitania de São Vicente em 1598 e de 1600 a 1603.
Muito lhe reprovava o governo da Metrópole o fato de consentir entradas escravagistas, uma das quais comandada pelo próprio irmão. Residiu sempre na vila de São Paulo. Seu nome está mencionado na severa carta dirigida pela Câmara de São Paulo ao donatário, reproduzida no verbete dedicado a Diogo de Quadros, seu contemporâneo.
Data de 10 de fevereiro de 1609 a concessão de sesmaria em seu nome no atual bairro de Carapicuíba, São Paulo.